# Flora Japonica

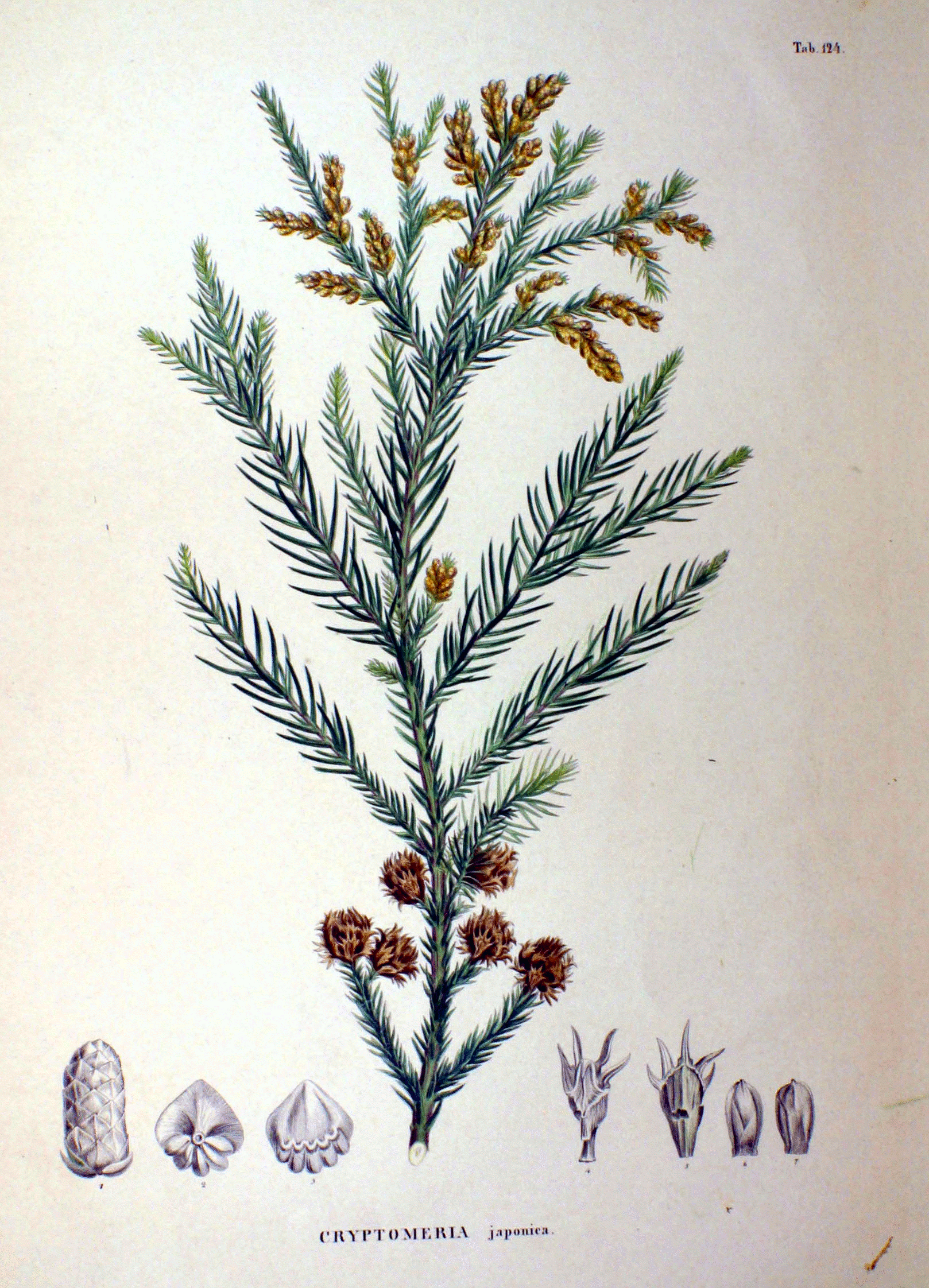
Planche n°124 extraite de Flora Japonica : le cryptoméria du Japon.

Flora Japonica, en français Flore du Japon (abrégé Fl. Jap.) est un livre en latin avec des illustrations et des descriptions botaniques de plantes japonaises écrit conjointement par les botanistes Philipp Franz von Siebold et Joseph Gerhard Zuccarini. Il a été édité en deux volumes en 1835 et 1870, à  Leyde, avec comme titre complet : Flora Japonica; sive, Plantae Quas in Empire Japonico Collegit, Descripsit, ex Part in Ipsis Locis Pingendas Curavit. Sectio Première Continens Plantes Ornatui vel Usui Inservientes. Digessit J. G. Zuccarini. Lugduni Batavorum. 
Siebold a élaboré sa Flore Japonica en collaboration avec le botaniste allemand Joseph Gerhard Zuccarini (1797-1848). La première édition est parue en 1835. La version complète, pourtant, n'apparaîtrait pas jusqu'à après sa mort, terminée en 1870 par F.A.W. Miquel (1811-1871), directeur du Rijksherbarium à Leyde.